# Gergely Gábor
Gergely Gábor (Budapest, 1953. június 21. –) asztaliteniszező, az 1979-ben világbajnokságot nyert magyar csapat tagja, aki mindig biztosan hozta még kiélezett helyzetekben is a tőle elvárt győzelmeket.
A Butterfly által forgalmazott ütők egyik legsikeresebbike az ő nevét viseli.

## Élete
Sportpályafutását labdarúgóként kezdte, Pölöskei néven az MTK-ban játszott, nem is rosszul sokak szerint kiváló NB I-es focista lehetett volna belőle. Az asztaliteniszt a KSI-ben kezdte el miután bátyja elcipelte a sportcsarnokba ahol éppen a Központi Sportiskola toborzója volt. 1970-ben ment át a BVSC-be ahol Rózsás Péter edzette. Amikor Berczik Zoltán beválogatta Gergely csak a 37. volt a magyar ranglistán. De Gergely a válogatottban is felnőtt a feladathoz és méltó társa lett Klampár Tibornak és Jónyer Istvánnak. Az 1974-es újvidéki Európa bajnokságon már jól szerepelt nagy csatában kapott csak ki Milan Orlowskitól. A csapattal ugyanitt ezüstérmet szerzett. Egy év múlva már világbajnok párosban Jónyerrel a kalkuttai vb-n.
1978-ban Duisburgban fantasztikusan játszva egyéniben, párosban és csapatban is felállhatott a dobogó legfelső fokára. Ugyanebben az évben az Európa Top 12-t is megnyeri. A "három nagy" közül csak ő lett egyéniben Európa Bajnok.
1979-ben a phenjani világbajnokságon a kínaiakat legyőzve ismét arany érmet szerzett ezúttal csapatban. 1981-ben VB ezüstérem a csapattal Újvidéken, 1982-ben Eb arany Budapesten a csapattal, ezüstérem Jónyerrel párosban. A tokiói VB-n utolsó nagy eredményként csapatban bronzérmet nyert.
A BVSC csapatával ötször volt VVK és egyszer BEK győztes. Az év asztaliteniszezője négy alkalommal volt. Kilencszeres magyar bajnok bár az egyetlen a nagy hármasból aki nem nyert egyéniben bajnokságot. Több mint 300-szor volt az asztalitenisz válogatott tagja. 1992-től sportújságíróként dolgozik.

## Eredményei

### Világbajnokságok
- 1975. Kalkutta India  aranyérem férfi párosban Jónyer Istvánnal
- 1979. Phenjan (Észak-Korea)  aranyérem csapatban
- 1981. Újvidék (Novi Sad; Jugoszlávia)  ezüstérem csapatban
- 1983. Tokió Japán  bronzérem csapatban

### Európa-bajnokságok
- 1974. Újvidék (Novi Sad; Jugoszlávia)  ezüstérem csapatban
- 1978. Duisburg (NSZK)  aranyérem egyéniben  aranyérem párosban Milan Orlowskival,  aranyérem csapatban
- 1982. Budapest  aranyérem csapatban,  ezüstérem párosban Jónyer Istvánnal,  bronzérem egyéniben

### Európa TOP-12
- 1975. Bécs Ausztria 10. hely
- 1977. Szarajevó Jugoszlávia 5. hely
- 1978. Prága Csehszlovákia  1. hely
- 1979. Kristianstadt Svédország 5. hely
- 1980. München NSZK 5. hely
- 1981. Miskolc Magyarország 9. hely
- 1982. Nantes Franciaország 11. hely

### Világ kupa
- 1980. Hongkong 10. hely
- 1982. Hongkong 11. hely

### Magyar nemzeti bajnokság
- 1975. 1. hely párosban Jónyer Istvánnal
- 1981. 1. hely párosban Jónyer Istvánnal

### Csapatbajnokság
- 1972. Bp. Vasutas SC 1. hely
- 1974. Bp. Vasutas SC 1. hely
- 1978. Bp. Vasutas SC 1. hely
- 1979. Bp. Vasutas SC 1. hely
- 1980. Bp. Vasutas SC 1. hely
- 1983/84. Budapesti Vasutas SC 1. hely
- 1987/88. Budapesti Vasutas SC 1. hely

## Díjai, elismerései
- Az év magyar asztaliteniszezője (1973, 1974, 1977, 1978)
- A Magyar Köztársasági Érdemrend tisztikeresztje (1994)[1]
- Az európai asztalitenisz hírességek csarnokának tagja (2015)[2]
- Budapestért díj (2015)
- MSÚSZ-MOB-életműdíj (2018)[3]
- Prima Primissima díj (2021) (megosztva)[4]